# Юзеф Липень
Юзеф Липень (пол. Józef Lipień; нар. 6 лютого 1949, Яцкув, ґміна Чарни Бур, Валбжиський повіт, Нижньосілезьке воєводство) — польський борець греко-римського стилю, чемпіон та дворазовий срібний призер чемпіонатів світу, бронзовий призер чемпіонату Європи, срібний призер Олімпійських ігор.

## Життєпис
Випускник школи будівельних ремесел в Зеленій-Гурі та тренерського коледжу у Варшаві. Інтерес до спорту виявив у початковій школі, займався легкою атлетикою, гандболом. Боротьбою почав займатися у школі будівельних ремесел в Зеленій-Гурі.
Виступав за спортивний клуб Wisłoki Dębica, Дембиця. 8-разовий чемпіон Польщі.
Після закінчення своєї спортивної кар'єри в Польщі (1981) він працював тренером в Данії (1983—1984), Швеції (1984—1988) і в Дембиці (1997—2000) після чого вийшов на пенсію.

### Родина
Юзеф Липень мав брата-близнюка Казимежа. Останній вважається одним з найталановитіших польських борців і мав таку саму вагу, як і Юзеф. Але брати ніколи не змагалися один проти одного, тому Юзеф був змушений, щоб не боротися проти брата, весь час перед змаганнями зганяти декілька кілограмів, щоб виступити в нижчій ваговій категорії. Це, можливо, коштувало йому декількох титулів. Казимеж Липень здобув багато титутлів. Він — дворазовий чемпіон та чотириразовий срібний призер чемпіонатів світу, триразовий чемпіон, срібний та дворазовий бронзовий призер чемпіонатів Європи, чемпіон та бронзовий призер Олімпійських ігор. Причому, на чемпіонаті світу 1973 року в Тегерані обидва брати стали чемпіонами.

## Спортивні результати на міжнародних змаганнях

### Виступи на Олімпіадах
| Змагання                    | Збірна | Вагова категорія                 | Місце  |
| --------------------------- | ------ | -------------------------------- | ------ |
| Літні Олімпійські ігри 1968 | Польща | греко-римська боротьба, до 57 кг | AC     |
| Літні Олімпійські ігри 1972 | Польща | греко-римська боротьба, до 57 кг | AC     |
| Літні Олімпійські ігри 1976 | Польща | греко-римська боротьба, до 57 кг | AC     |
| Літні Олімпійські ігри 1980 | Польща | греко-римська боротьба, до 57 кг | Срібло |

### Виступи на Чемпіонатах світу
| Змагання                        | Збірна | Вагова категорія                 | Місце  |
| ------------------------------- | ------ | -------------------------------- | ------ |
| Чемпіонат світу з боротьби 1973 | Польща | греко-римська боротьба, до 57 кг | Золото |
| Чемпіонат світу з боротьби 1974 | Польща | греко-римська боротьба, до 57 кг | Срібло |
| Чемпіонат світу з боротьби 1975 | Польща | греко-римська боротьба, до 57 кг | Срібло |
| Чемпіонат світу з боротьби 1978 | Польща | греко-римська боротьба, до 57 кг | 6      |

### Виступи на Чемпіонатах Європи
| Змагання                         | Збірна | Вагова категорія                 | Місце  |
| -------------------------------- | ------ | -------------------------------- | ------ |
| Чемпіонат Європи з боротьби 1973 | Польща | греко-римська боротьба, до 57 кг | 6      |
| Чемпіонат Європи з боротьби 1978 | Польща | греко-римська боротьба, до 57 кг | Бронза |

### Виступи на інших змаганнях
| Змагання                           | Збірна | Вагова категорія                 | Місце |
| ---------------------------------- | ------ | -------------------------------- | ----- |
| Гран-прі Німеччини з боротьби 1976 | Польща | греко-римська боротьба, до 62 кг | 5     |